# Прохлорперазин
Прохлорперазин (Prochlorperazinum) — нейролептик, по строению близок к аминазину; отличается наличием в боковой цепи пиперазинового ядра.
Подобно другим пиперазиновым производным фенотиазина (этаперазин, трифтазин и др.), метеразин ослабляет психотическую симптоматику — бред и галлюцинации; вместе с тем оказывает активирующее (стимулирующее, энергезирующее) действие.
Применяют для лечения больных шизофренией, инволюционными и другими психозами с преобладанием в клинической картине вялости, апатии, астенических явлений, субступорозного и ступорозного состояний.
Назначают внутрь после еды, начиная с 0,0125—0,025 г (12,5—25 мг) в день и постепенно увеличивая дозу на 12,5—25 мг в день до суточной дозы 0,15—0,3 г (иногда до 0,4 г). Длительность курса 2—3 мес и более, после чего дозу постепенно уменьшают, индивидуально подбирая поддерживающую дозу.
Применение прохлорперазина в относительно больших дозах может вызвать обострение психоза, бессонницу, тахикардию. Большие дозы часто провоцируют развитие экстрапирамидных расстройств, дискинезии. При длительном лечении может развиться гранулоцитопения. Приём прохлорперазина может приводить к развитию астено-абулических состояний.

## Физические свойства
Белый со слегка желтоватым оттенком или светло-кремовый кристаллический порошок. 
Практически нерастворим в воде, очень мало растворим в спирте. На свету краснеет.